# Miron Șerb
Miron Șerb (n. secolul al XIX-lea – d. secolul al XX-lea) a fost un deputat în Marea Adunare Națională de la Alba Iulia, organismul legislativ reprezentativ al „tuturor românilor din Transilvania, Banat și Țara Ungurească”, cel care a adoptat hotărârea privind Unirea Transilvaniei cu România, la 1 decembrie 1918 :p. 95.

## Biografie
A fost comandant de unitate militară în Primul Război Mondial, organizând Consiliul Național Român Militar din Timișoara. După 1918, Miron Șerb a fost general în Armata Română :p. 95.

## Activitatea politică
Ca deputat în Adunarea Națională din 1 decembrie 1918 a fost delegat al Comandei Supreme a Gărzilor Naționale Române din Ungaria și Transilvania :p. 95.